# Apogeshna
Apogeshna é um gênero de mariposa pertencente à família Crambidae.